# 琴椿克之
琴椿 克之（ことつばき かつゆき、1960年12月6日 - ）は、沖縄県那覇市出身、佐渡ヶ嶽部屋所属の元大相撲力士。本名は渡嘉敷 克之（とかしき かつゆき）。最高位は西前頭3枚目（1992年7月場所）。趣味は音楽鑑賞。現役時代は稽古熱心で有名であった。得意手は右四つ、寄り、上手投げ。現在は年寄・白玉。

## 来歴
沖縄が日本に返還されて日の浅い当時、「沖縄を大相撲畑にしたい。」と佐渡ヶ嶽（元横綱・琴櫻）に口説かれた渡嘉敷少年は1976年3月場所に初土俵を踏む運びとなった。1972年5月の沖縄返還以前に大相撲へ入門した力士は過去に4人しかおらず、関取に昇進したのは琉王優貴（元前頭筆頭）ただ1人であり、これは前例の少ない試みであった。こうした境遇も関係したのか出世は遅く、幕下で苦労を経験してから10年近くかけて1985年11月場所十両に昇進した。
その場所は5勝10敗と負け越して1場所で幕下に陥落し、一時は引退を考えていた時期もあったが師匠からの「硬くならず気楽にいけ、もう一度やってみろ」という内容のアドバイスから調子を上げ、1989年9月場所に十両に復帰してからは十両に定着。
1991年1月場所に念願の入幕を果たした。幕内では怪我もあり苦戦したが、右四つからの豪快な投げを時より見せ、観客を沸かした。
1992年7月場所は最高位の西前頭3枚目にまで番付を上げ、その場所は10日目から途中休場したが、4日目に大関・霧島を下手出し投げで破っている。1992年11月場所では、東前頭14枚目と幕尻とはいえ12日目まで2敗と優勝争いに絡む活躍を見せた。しかし、13日目の若花田（後の若乃花）に押し出しで敗れた際に負傷し、休場した。
1994年1月場所を最後に幕内から遠ざかり、1995年1月場所では幕下まで陥落。十両復帰を目指して同場所も相撲を取ったが、3勝4敗と負け越した。翌3月場所後に引退を表明し、年寄・白玉を借りて襲名した。一時、琴ノ若が引退の危機にあったため、年寄・山分に名跡変更したが、師匠・佐渡ヶ嶽（元横綱・琴櫻）の停年（定年）退職まで現役で取れる見込みが付いたので、2005年9月場所前に再び年寄・白玉に戻った。なお、山分に名跡変更していた間に白玉の名跡は、元前頭・蔵玉錦が襲名していたため、琴椿は14代白玉と16代白玉という珍しい事態となった。現在は部屋付き親方として後進の指導に当たっている。2007年に白玉を正式取得した。
2022年3月30日の職務分掌により、役員待遇委員に昇格。副部長として地方場所部副部長に就任した。

## エピソード
- 1992年11月場所後に故郷の沖縄県で巡業が行われたが、負傷休場により、沖縄巡業を含む11月場所後の冬巡業は欠場した。同期入門だった漫画家の琴剣が、後に（東京では放送されない）ラジオ番組でこの沖縄巡業に関するエピソードを話した。かつての同期（1976年3月場所初土俵）が「沖縄巡業だけは琴椿を参加させたい」と運動を始めたが、その動きを知った琴椿本人は「また沖縄に巡業で行くチャンスはある」と慌てて断った。後に琴椿は涙を流して同期の仲間に「ありがとう」と言ったという。ちなみに、その後現役として沖縄県の巡業に行く機会がないまま引退した。
- 1993年5月場所2日目、琴椿は新入幕の魁皇に敗れた。これが幕内初勝利になった魁皇は後に大関へ昇進し、17年後の2010年1月場所には幕内通算勝利数が歴代最多の力士となった（3日目の通算808勝で新記録を達成）。
- 十両から幕下へ陥落した1986年頃、本気で現役引退を決断し特注の背広まで用意していたという。しかし師匠の佐渡ヶ嶽親方から「もう一回頑張ってみろ」の言葉で思い直し、引退を撤回した。それから3年後十両に再び返り咲き、1991年1月場所には幕内にも昇進を果たした。1995年1月場所に幕下転落後、十両の再復帰が叶わずついに現役引退を表明したが、その後断髪式を終えた後は、かつて9年前に作っていたその特注の背広を着用していた。

## 主な成績
- 通算成績：530勝481敗51休 勝率.524
- 幕内成績：100勝104敗21休 勝率.490
- 現役在位：115場所
- 幕内在位：15場所

### 場所別成績
| | 一月場所 初場所（東京） | 三月場所 春場所（大阪） | 五月場所 夏場所（東京） | 七月場所 名古屋場所（愛知） | 九月場所 秋場所（東京） | 十一月場所 九州場所（福岡） |
| --- | ----------------------- | ----------------------- | ----------------------- | --------------------------- | ----------------------- | --------------------------- |
| 1976年 （昭和51年） | x                       | （前相撲）              | 西序ノ口9枚目 6–1       | 東序二段53枚目 2–5          | 西序二段80枚目 4–3      | 東序二段57枚目 4–3          |
| 1977年 （昭和52年） | 東序二段33枚目 3–4      | 西序二段41枚目 3–4      | 東序二段53枚目 5–2      | 西序二段5枚目 1–6           | 東序二段44枚目 3–4      | 東序二段52枚目 3–4          |
| 1978年 （昭和53年） | 東序二段62枚目 6–1      | 東序二段3枚目 1–6       | 東序二段38枚目 6–1      | 西三段目73枚目 2–5          | 東序二段13枚目 2–1–4    | 東序二段33枚目 6–1          |
| 1979年 （昭和54年） | 東三段目66枚目 5–2      | 西三段目38枚目 4–3      | 東三段目25枚目 2–5      | 東三段目49枚目 4–3          | 西三段目34枚目 3–4      | 東三段目47枚目 休場 0–0–7   |
| 1980年 （昭和55年） | 西序二段2枚目 6–1       | 東三段目35枚目 5–2      | 東三段目11枚目 3–4      | 西三段目25枚目 6–1          | 東幕下48枚目 2–5        | 西三段目8枚目 0–1–6         |
| 1981年 （昭和56年） | 東三段目43枚目 0–1–6    | 東三段目43枚目 4–3      | 西三段目30枚目 5–2      | 西三段目3枚目 4–3           | 西幕下51枚目 5–2        | 西幕下33枚目 4–3            |
| 1982年 （昭和57年） | 西幕下20枚目 2–5        | 東幕下37枚目 4–3        | 西幕下26枚目 4–3        | 東幕下21枚目 3–4            | 東幕下30枚目 3–4        | 東幕下44枚目 6–1            |
| 1983年 （昭和58年） | 東幕下19枚目 2–5        | 東幕下38枚目 5–2        | 東幕下21枚目 4–3        | 東幕下14枚目 3–4            | 西幕下22枚目 4–3        | 東幕下16枚目 4–3            |
| 1984年 （昭和59年） | 東幕下8枚目 5–2         | 東幕下2枚目 2–5         | 西幕下17枚目 4–3        | 東幕下11枚目 3–4            | 西幕下18枚目 2–5        | 東幕下41枚目 6–1            |
| 1985年 （昭和60年） | 東幕下18枚目 3–4        | 西幕下28枚目 5–2        | 西幕下13枚目 4–3        | 東幕下9枚目 6–1             | 西幕下筆頭 5–2          | 東十両13枚目 5–10           |
| 1986年 （昭和61年） | 東幕下5枚目 2–5         | 西幕下22枚目 3–4        | 東幕下35枚目 4–3        | 東幕下23枚目 4–3            | 東幕下15枚目 4–3        | 東幕下12枚目 4–3            |
| 1987年 （昭和62年） | 東幕下8枚目 4–3         | 東幕下5枚目 2–5         | 西幕下22枚目 5–2        | 東幕下11枚目 5–2            | 東幕下3枚目 3–4         | 東幕下7枚目 2–5             |
| 1988年 （昭和63年） | 東幕下22枚目 3–4        | 西幕下30枚目 6–1        | 西幕下13枚目 5–2        | 西幕下7枚目 3–4             | 東幕下13枚目 2–5        | 東幕下30枚目 4–3            |
| 1989年 （平成元年） | 西幕下24枚目 5–2        | 西幕下13枚目 4–3        | 東幕下9枚目 6–1         | 東幕下2枚目 6–1             | 西十両11枚目 9–6        | 東十両9枚目 8–7             |
| 1990年 （平成2年） | 東十両5枚目 6–9         | 西十両8枚目 8–7         | 東十両4枚目 6–9         | 東十両9枚目 9–6             | 西十両3枚目 8–7         | 西十両筆頭 8–7              |
| 1991年 （平成3年） | 西前頭13枚目 9–6        | 東前頭6枚目 7–8         | 西前頭9枚目 7–8         | 東前頭12枚目 9–6            | 西前頭8枚目 8–7         | 西前頭5枚目 4–11            |
| 1992年 （平成4年） | 西前頭13枚目 7–8        | 西前頭14枚目 8–7        | 東前頭9枚目 10–5        | 西前頭3枚目 5–5–5           | 東前頭10枚目 5–10       | 東前頭14枚目 10–4–1         |
| 1993年 （平成5年） | 東前頭9枚目 休場 0–0–15 | 東前頭9枚目 4–11        | 西十両筆頭 5–10         | 西十両7枚目 8–7             | 東十両7枚目 10–5        | 東十両3枚目 11–4            |
| 1994年 （平成6年） | 東前頭16枚目 7–8        | 東十両3枚目 7–8         | 西十両4枚目 6–9         | 東十両8枚目 11–4            | 東十両3枚目 5–10        | 西十両8枚目 3–10–2          |
| 1995年 （平成7年） | 東幕下6枚目 3–4         | 東幕下10枚目 引退 0–2–5 | x                       | x                           | x                       | x                           |
| 各欄の数字は、「勝ち-負け-休場」を示す。 優勝 引退 休場 十両 幕下 三賞：敢=敢闘賞、殊=殊勲賞、技=技能賞 その他：★=金星 番付階級：幕内 - 十両 - 幕下 - 三段目 - 序二段 - 序ノ口 幕内序列：横綱 - 大関 - 関脇 - 小結 - 前頭（「#数字」は各位内の序列） |                         |                         |                         |                             |                         |                             |

## 幕内対戦成績
| 力士名   | 勝数 | 負数 | 力士名   | 勝数 | 負数 | 力士名 | 勝数 | 負数 | 力士名   | 勝数 | 負数 |
| -------- | ---- | ---- | -------- | ---- | ---- | ------ | ---- | ---- | -------- | ---- | ---- |
| 蒼樹山   | 0    | 1    | 安芸ノ島 | 1    | 2    | 曙     | 0    | 1    | 旭里     | 1    | 0    |
| 板井     | 0    | 1    | 恵那櫻   | 1    | 2    | 巨砲   | 1    | 4    | 大若松   | 2    | 0    |
| 小城ノ花 | 4    | 2    | 春日富士 | 4    | 5    | 北勝鬨 | 3    | 4    | 旭道山   | 3    | 3    |
| 鬼雷砲   | 3    | 0    | 霧島     | 1    | 1    | 起利錦 | 4    | 3    | 久島海   | 4    | 3    |
| 小錦     | 0    | 1    | 逆鉾     | 3    | 2    | 陣岳   | 1    | 0    | 大輝煌   | 1    | 0    |
| 太寿山   | 2    | 1    | 大翔鳳   | 1    | 4(1) | 大翔山 | 3    | 2    | 大善     | 1    | 4    |
| 貴闘力   | 2    | 4    | 貴ノ浪   | 2    | 2    | 貴花田 | 1    | 3    | 孝乃富士 | 3    | 1    |
| 隆三杉   | 3    | 5    | 多賀竜   | 1    | 0    | 立洸   | 4    | 0    | 玉海力   | 2    | 0    |
| 常の山   | 1    | 3    | 寺尾     | 1    | 2    | 時津洋 | 3    | 1    | 栃司     | 1    | 0    |
| 栃乃藤   | 0    | 1    | 栃乃和歌 | 0    | 4    | 巴富士 | 4    | 3    | 豊ノ海   | 3    | 3    |
| 浪ノ花   | 0    | 2    | 花ノ国   | 1    | 1    | 濱ノ嶋 | 0    | 1    | 肥後ノ海 | 1    | 0    |
| 日立龍   | 0    | 1    | 舞の海   | 5    | 1    | 三杉里 | 2    | 3(1) | 水戸泉   | 3    | 4    |
| 両国     | 5    | 2    | 若翔洋   | 1    | 2    | 若瀬川 | 4    | 3    | 若花田   | 1    | 3    |
| 和歌乃山 | 1    | 1    |          |      |      |        |      |      |          |      |      |

## 改名歴
- 渡嘉敷 克之（とかしき かつゆき）1976年3月場所
- 琴椿 克之（ことつばき－）1976年5月場所～1995年3月場所

## 年寄変遷
- 白玉 克之（しらたま-）1995年3月～2003年9月
- 山分 克之（やまわけ-）2003年9月～2005年8月
- 白玉 克之（しらたま-）2005年8月～